# Serguei Abramov
Serguei Abramov é um ex-banqueiro e ex-presidente interino da Chechênia. Foi nomeado presidente por Vladimir Putin em 2004 após a morte do presidente Akhmad Kadyrov.  